# Székely László (építész, 1877–1934)

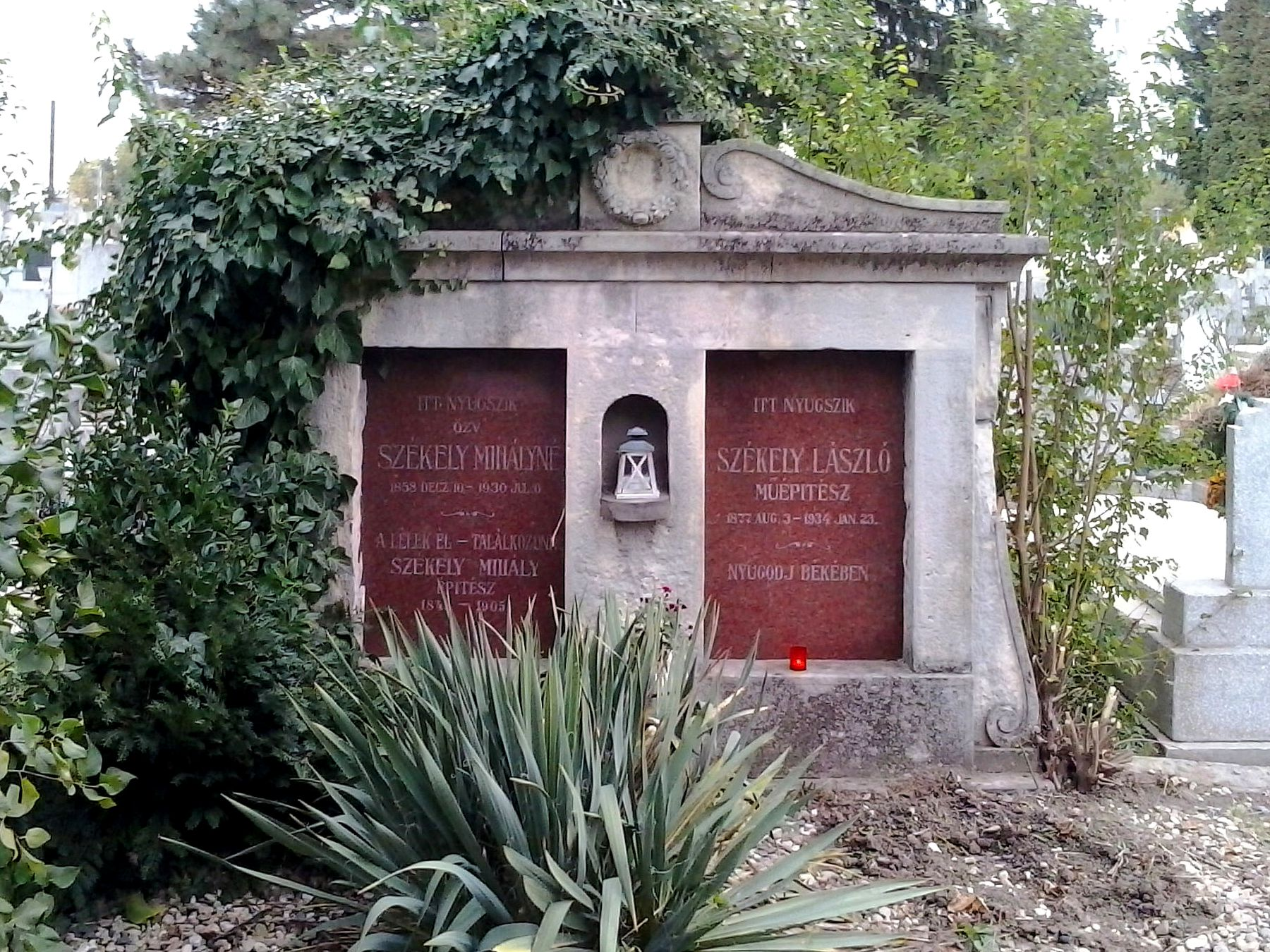
Székely László és a szülei sírja, Calea Șagului temetőben, Temesvár

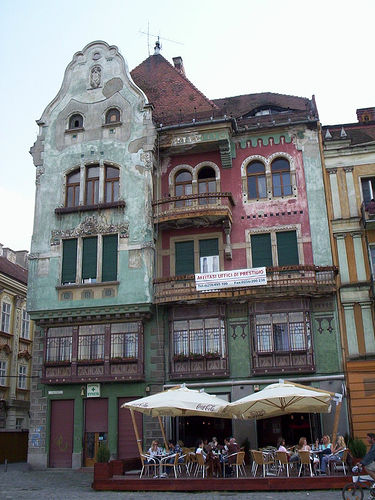
Brück ház Losonczy-tér (avagy Dóm-tér), Temesvár, épült 1910 Székely László tervei alapján

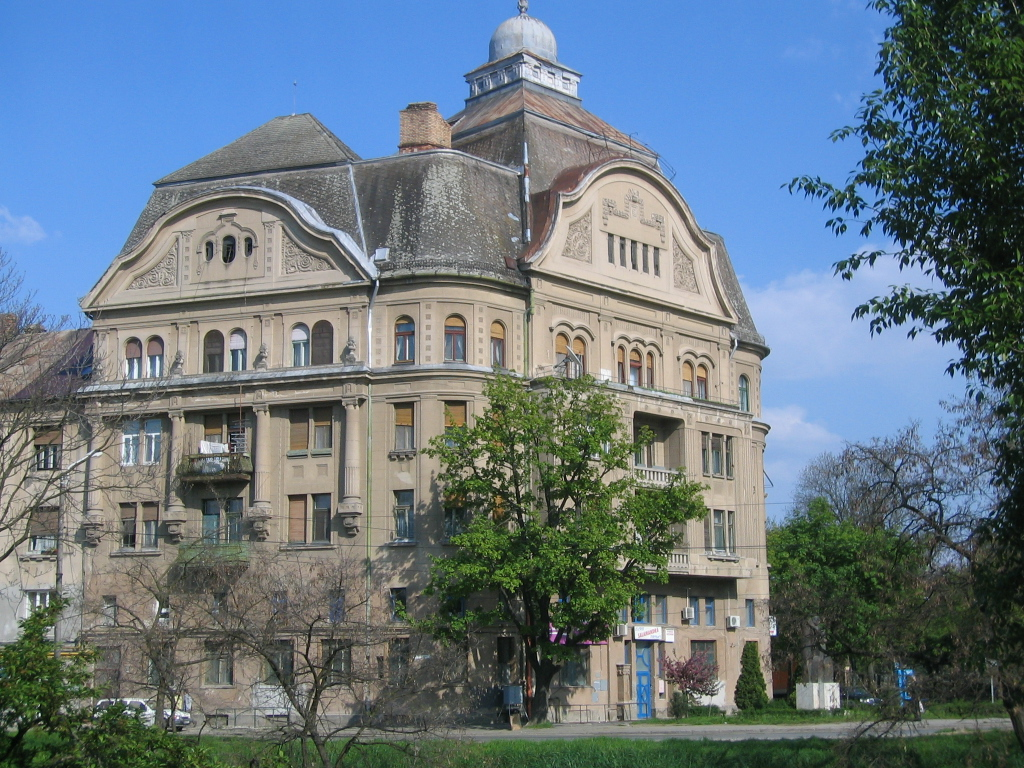
Hungária fürdő, mai nevén Neptun fürdő - más néven „Székely Ház”, épült Székely László tervei alapján és az ő költségén

Székely László (Nagyszalonta, 1877. augusztus 3. – Temesvár, 1934. január 23.)  magyar építész, közel két évtizeden át Temesvár főépítésze, a magyarországi szecesszió egyik mestere.

## Életpályája
Székely Mihály kőműves és vállalkozó és Mados Zsuzsanna fiaként született Nagyszalontán. Már fiatalon lelkesedett az építészet iránt. Középiskolai tanulmányait a nagyszalontai líceumban végezte, majd itt és később Budapesten mint kőműves mester dolgozott. A Királyi József Műegyetem Építészmérnöki Karán diplomázott 1900-ban. Mentora volt Hauszmann Alajos építészmérnök, aki többek között a New York-palota és a Budavári Palota tervezője. 1902-ben vette el feleségül az akkor 20 éves Bányász Máriát Budapesten, de alig 8 év múlva el is váltak. Házasságkötésekor a VII. kerületi Nefelejts utca 8. volt a lakcíme. Második felesége Lichtscheindl Viola volt, akivel 1912-ben keltek egybe, és házasságuk Székely Mihály haláláig tartott.
Az egyetem elvégzése után tanulmányi ösztöndíj révén Olaszországba utazott, ahol finomított stílusán. Tanulmányai elvégzése után Czigler Győző budapesti építészmester műhelyében dolgozott. Ugyancsak Czigler Győző ajánlotta őt Temesvár főépítészi posztjára Telbisz Károly akkori temesvári polgármesternek.
Alig 31 évesen a Béga menti Temesvár főépítésze lett, ahol rábízták egy modern erzsébetvárosi vágóhíd, a Temesvári vágóhíd tervezését (1904–1905). Székely László 1903 és 1922 között volt Temesvár főépítésze. 
számos, stílusában ma is meghatározó középület, lakóház és templom építése fűződik nevéhez. Ugyanakkor saját tervezőirodát vezetett, amely mind temesvári, mind az Osztrák–Magyar Monarchia más részeiről való magánszemélyeknek és vallási felekezetek részére is dolgozott. Az első világháború utáni dekonjunktúra idején kevesebb megbízást kapott. Miután 1922-ben nyugdíjba vonult, már csupán magánszemélyek részére tervezett. 1934-ben halt meg.

## Munkássága

### Temesváron
- Erzsébetvárosi vágóhíd
- Hungária Fürdő Temesvár
- Magyar Általános Hitelbank (Szabadság tér)
- Gyárvárosi Román Ortodox Templom
- Ipari és Kereskedelmi Kamara
- Brück ház
- Emmer ház
- Cipőgyár
- Pension Central
- Temesvári Piarista Gimnázium
- Magyar Királyi Erdőőri Szakiskola (1908)
- Mária téri Szűz Mária szobor
- Dauerbach Palota
- Városi Menedék Palota (1908 - Kossuth tér)
- Hilt & Vogel Palota
- Neuhausz Palota
- Weiss Palota
- Széchenyi Palota
- Vízművek (1910)

### Nagyszalontán
- Városháza
- "Arany János" Főgimnázium

### Más településeken
- Versec-i szerb püspökpalota
- Vágóhíd (Nagybecskerek)
- Harisnyagyár (Gyula)